# Bromo
Le Bromo ou Brama, en indonésien Gunung Bromo, est un volcan d'Indonésie encore en activité, situé dans l'est de Java, à 78 kilomètres au sud-sud-est de Surabaya, dans le massif du Tengger. Il culmine à 2 329 mètres d'altitude et son cratère fait 800 mètres de diamètre et 200 mètres de profondeur.

## Géographie
Le Bromo fait partie du parc national de Bromo-Tengger-Semeru.

## Démographie
Les habitants de la région sont restés hindouistes. Chaque année, ils observent la cérémonie du Kesada qui consiste à faire des offrandes au cratère, considéré comme une divinité.
À l'époque du royaume de Majapahit aux XIVe et XVe siècles, les habitants du Tengger avaient un statut spécial. En effet, dans cette région se trouve, au sud du Bromo, le volcan Semeru, considéré comme le séjour des dieux par les hindouistes de Java. Les habitants du Tengger étaient donc considérés comme les gardiens du lieu.

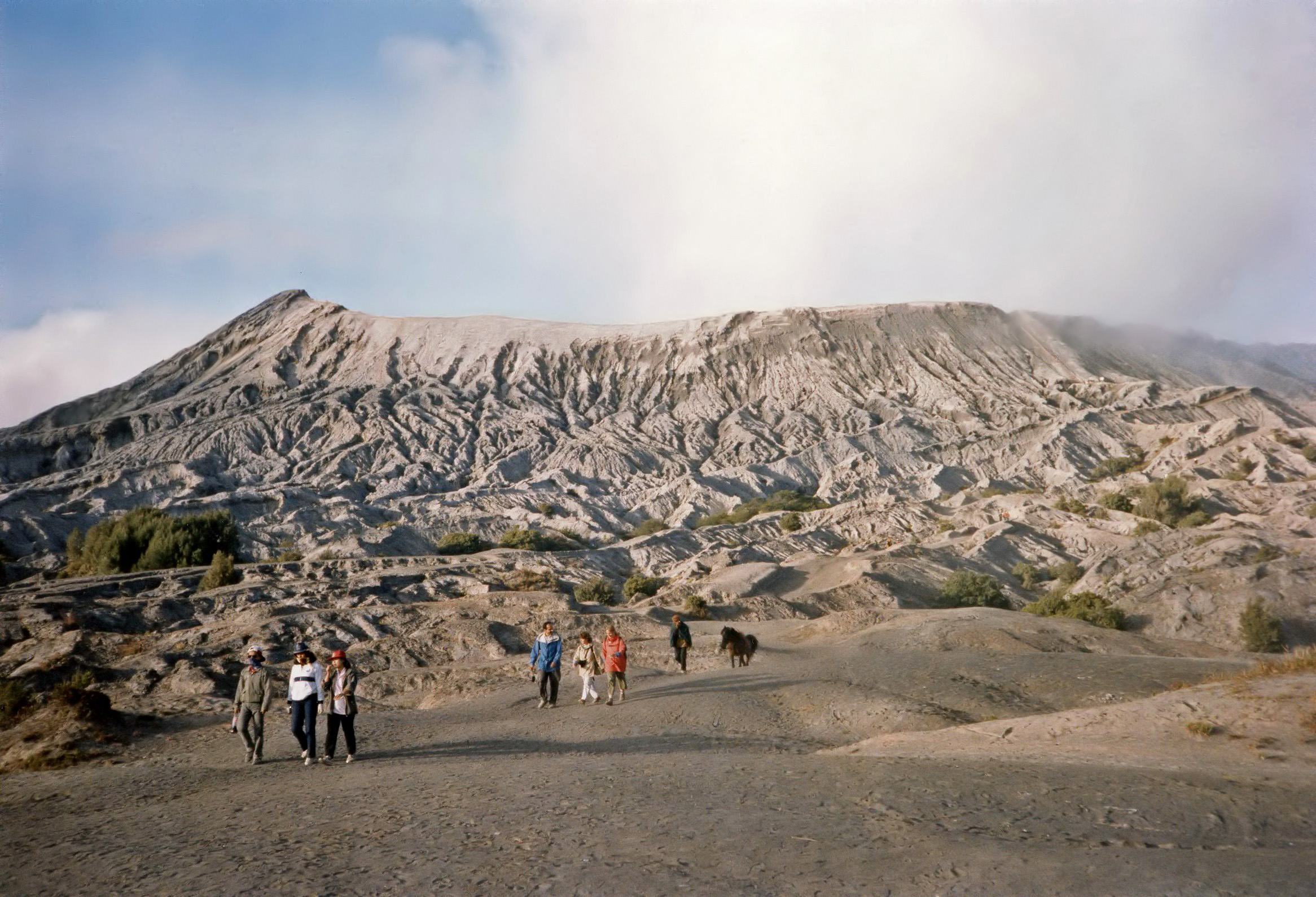
Vue du Bromo en 1985

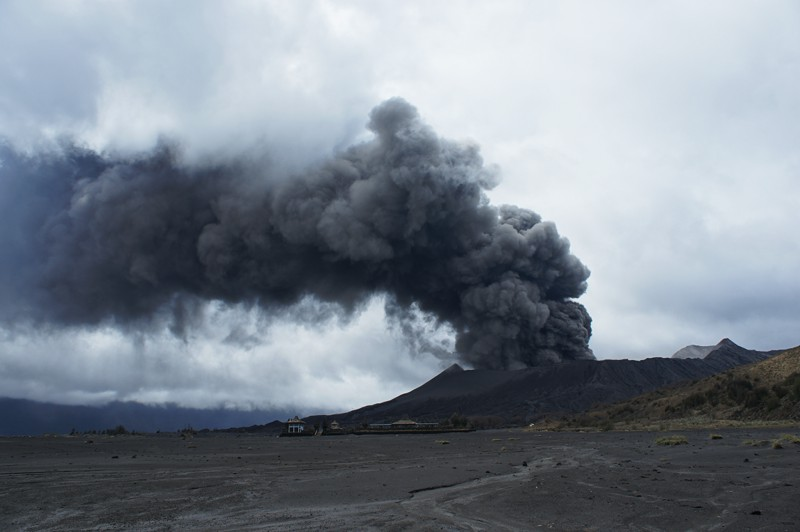
Vue du Bromo en éruption et émettant un panache volcanique le 22 janvier 2011.

Le nom du volcan dérive du dieu créateur de l'hindouisme Brahmā[réf. nécessaire].